# سردنا ماهالا
سردنا ماهالا (به بلغاری: Sredna Mahala) یک منطقهٔ مسکونی در بلغارستان است که در Ruen واقع شده‌است.